# Denis Collin
Pour les articles homonymes, voir Collin.
Pour les articles ayant des titres homophones, voir Denis Colin.
Denis Collin, né à Joux-la-Ville, dans le département de l'Yonne en 1952, est un philosophe français.

## Biographie
Denis Collin étudie au lycée d'Avallon, puis au lycée Jacques-Amyot d'Auxerre. Surveillant en lycée agricole, agent puis contrôleur de la poste, technicien puis cadre à France-Telecom, où il s'occupe de formation en informatique, il rejoint l'éducation nationale en 1994 après l'agrégation de philosophie (1994). Docteur (1995) et agrégé, il enseigne la philosophie dans un lycée d'Évreux et en CPGE économiques à Rouen jusqu'en 2018. Il a également été chargé de cours à l'Université de Rouen.
Il fonde et préside jusqu'en 2019 l'université populaire d'Évreux. Il co-anime le site d'informations politiques La Sociale.

## Politique
Denis Collin fut, d'après Jean-Paul Salles, dans les années 1970, militant de la Ligue communiste. Il rejoint ensuite l'OCI « lambertiste », collabore à la revue La Vérité[source insuffisante] et y coanime l'école de formation marxiste[réf. nécessaire]. En 1982, il rejoint le Parti socialiste et sera un animateur avec Jean-Luc Mélenchon de la Nouvelle gauche socialiste. Il est un collaborateur régulier du bulletin Données et arguments, devenu À gauche. En 1992, il soutient Jean-Pierre Chevènement dans l'opposition au référendum de Maastricht et milite au Mouvement des citoyens. Il écrit, avec le journaliste Jacques Cotta, L'illusion plurielle. Pourquoi la gauche n'est plus la gauche ? (JC Lattès 2001). Il participe aux côtés de Jean-Luc Mélenchon et Marc Dolez à la campagne pour le « non » au référendum de 2005. Il soutient la candidature de Jean-Luc Mélenchon en 2012 et 2017, mais la question du port du voile et de l’antiracisme l'éloignent de La France insoumise.
En 2014, il fait un exposé à l'université d'automne du M'PEP (Mouvement politique d’émancipation populaire créé par Jacques Nikonoff) où il se déclare conservateur[source insuffisante], affirmant  que l'urgence est la conservation des acquis sociaux et de l'école de la République. Affirmant que droite et gauche sont devenues des « catégories inutilisables », il s'exprime à plusieurs reprises dans des revues classées à l'extrême droite (Krisis et Éléments) comme dans Causeur. Il intervient aussi dans la revue souverainiste apartisane Front Populaire créée par Michel Onfray et Stéphane Simon. En 2019, il donne une conférence pour la Nouvelle Action royaliste, un organe royaliste de gauche. Il coanime depuis 2021 le Cercle Condorcet de l'Avallonnais.

## Philosophie
En philosophie, il affirme se situer dans la suite de la pensée de Karl Marx, tout en refusant le marxisme orthodoxe dans ses diverses variantes. Il a été fortement influencé par Michel Henry, ainsi que par l'école de Francfort. Il soutient que le matérialisme de Marx n'est pas un matérialisme de la matière, mais qu'il se fonde en dernière instance sur l'individu vivant. Ces analyses sont développées dans sa thèse de doctorat, dirigée par Tony Andréani et soutenue à l'université de Paris X Nanterre, sous la direction de Georges Labica. Outre Marx, il a consacré des ouvrages à Machiavel, Giambattista Vico, Spinoza et Herbert Marcuse, mais aussi à Vladimir Jankélévitch, John Rawls ou Thomas Hobbes. Ses réflexions s'orientent aussi vers une analyse critique du rôle et de la fonction qu'occupent aujourd'hui les sciences de la nature, ainsi que l'emprise de la technologie qu'elles permettent de développer.

## Publications

### Ouvrages

#### AuxÉditions Bréal(Studyrama)
- Le Corps, juin 2017,  (ISBN 978 2749 53660 6)
- Philosophie, culture générale, 2018  (ISBN 978-2-7590-3645 5)
- La Mémoire, juin 2018,  (ISBN 978-2-7495-3793 1)
- Le Désir, juin 2019,  221 pages,  (ISBN 978-274-953-896-9)
- L'Animal, 2020,  (ISBN 978 2 7495 3992 8)
- Friedrich Engels, philosophe et savant, 2020  (ISBN 978 27495 3938 6)
- John Rawls et le libéralisme politique, 2021  (ISBN 978 27495 3939 3)
- Éloge de la dialectique, novembre 2021,  (ISBN 978 27495 5073 2)
- Aimer, mai 2021,  (ISBN 978 2 7495 5088 6)
- Vladimir Jankélévitch. La morale comme philosophie première, février 2021,  (ISBN 978 2 7495 3940 9)
- Le monde, juin 2022, 290 pages  (ISBN 978 2 7495 5240 8)
- Religions et fait religieux, février 2023,  (ISBN 978 2 7495 5285 9)
- Thomas Hobbes. Pour comprendre notre temps, 220 pages, 2023,  (ISBN 978 2 7495 5471 6)
- La violence, 222 pages, 2023  (ISBN 978 2 7495 5494 5)

#### AuxÉditions Armand Colin
- Questions de morale : Sciences, philosophie et matérialisme, coll. « L'inspiration philosophique », 2003, 299 p. (ISBN 978-2-200-26344-7)
- Revive la République !, 2005, 231 p. (ISBN 978-2-200-26931-9)
- La Matière et l'Esprit : Sciences, philosophie et matérialisme, 2004, 226 p. (ISBN 978-2-200-26410-9)
- Comprendre Marx, 2006, 252 p.; 2e édition 2009 - Traduit en portugais (Brésil) et en turc
- Comprendre Machiavel, Paris, 2008, 263 p. (ISBN 978-2-200-35167-0) - Traduit en portugais (Brésil)
- À dire vrai : Incursions philosophiques, Paris, coll. « Le temps des idées », 2013, 256 p. (ISBN 978-2-200-28308-7)

#### Autres éditions
- La Théorie de la connaissance chez Marx, Éditions L'Harmattan, 1996
- La Fin du travail et la mondialisation. Idéologie et réalité sociale. Éditions L'Harmattan, 1997
- Les Grandes Notions philosophiques, Éditions du Seuil :
  - tome 2 : La Société, l'État, le Pouvoir, 1996
  - tome 3 : La Justice, le Droit, 1996
  - tome 5 : Le Travail et la technique, 1997
- L'Illusion plurielle, en collaboration avec Jacques Cotta, Éditions Jean-Claude Lattès, 2001
- Morale et justice sociale, Éditions du Seuil, coll. « La couleur des idées », 2001
- Le Cauchemar de Marx : Le capitalisme est-il une histoire sans fin ?, Paris, Max Milo éditions, 2009, 320 p. (ISBN 978-2-35341-055-2)[12]
- Giambattista Vico et l'histoire, Futuroscope, CNDP-CRDP, 2010, 104 p. (ISBN 978-2-240-03077-1)
- La longueur de la chaîne : Essai sur la liberté au XXIe siècle, Paris, Max Milo éditions, 2011, 284 p. (ISBN 978-2-315-00149-1)
- Libre comme Spinoza : Une introduction à la lecture de l’Éthique, Paris, Max Milo éditions, 2014, 288 p. (ISBN 978-2-315-00605-2)
- Comprendre le Prince de Machiavel. Un guide graphique, Max Milo éditions, 2015
- Court-traité de la servitude religieuse. Pour une théorie critique du fait religieux, Éditions L'Harmattan, coll. « Ouverture philosophique », 88 pages, 2017,  (ISBN 978-2-343-11318-0)
- Comprendre Marcuse, Max Milo éditions, coll. « Essai graphique », 428 pages, 2017,  (ISBN 978-2-31500-730-1)
- Introduction à la pensée de Marx, Éditions du Seuil, 2018, 256 pages,  (ISBN 978-2021384567)
- Après la Gauche, Éditions Perspectives Libres, 2018, 126 pages,  (ISBN 979-1-09074-247-5)
- Pourquoi combattre ?, sous la dir. de Pierre-Yves Rougeyron[13], Éditions Perspectives Libres, Paris, janvier 2019,  (ISBN 979-10-90742-482)
- La Force de la morale, écrit en collaboration avec Marie-Pierre Frondziak, éditions R&N, 2020  (ISBN 979-1096562206)
- Malaise dans la science, éditions Krisis, 118 pages, 2022,  (ISBN 978-2-493898-20-3)

### Traduction de l’italien
- Diego Fusaro, L’Europe et le capitalisme. Pour rouvrir le futur, éditions Mimésis, 2016 (en collaboration avec Damien Bondavalli)
- Costanzo Preve, Histoire critique du marxisme (préface et révision de la traduction), Armand Colin, 2011

### Articles
- « Histoire et instrumentalisation de la mémoire », L'Inactuelle[14], 2019
- « Mai 68, deux visages contradictoires », revue Front Populaire no 3, 2020
- En langue brésilienne :
  - « A revolução democrática iraniana em andamento », O Olho da Historia, no 13, 2009
  - « É necessário reler Althusser? », O Ohlo da historia, no 11
  - « Marx, a filosofia e a ética: novas reflexões e propostas de estudo » dans l'ouvrage collectif Incontornável Marx, UNESP, 2007, Brasil, sous la direction de Jorge Novoa.
  - « Epicuro e a Formação do Pensamento de Karl Marx », Politeia, 2006
- En langue italienne :
  - « Per una critica della filosofia politica, in Filosofia e politica, che fare ? », revue Koinè, no 1-3, 2009